# (34789) 2001 SC2
2001 SC2 (asteroide 34789) é um asteroide da cintura principal. Possui uma excentricidade de 0.15045210 e uma inclinação de 0.37901º.
Este asteroide foi descoberto no dia 17 de setembro de 2001 por William Kwong Yu Yeung em Desert Eagle.